# Меридиан (акупунктура)
Вижте пояснителната страница за други значения на Меридиан.
В акупунктурата, меридиани се наричат канали, по които протича и циркулира жизнената енергия чи. Според традиционната китайска медицина тялото има 12 чифтни меридиана, които разделят тялото на две половини. Върху меридианите са разположени точки (общо 670 за всички меридиани). Всеки меридиан има определена функция, чрез която с акупунктура се оказва определено въздействие.
Меридианите не могат да бъдат верифицирани/доказани анатомично или хистологично. Те не представляват анатомични форми. За това съществуването им се оспорва от конвенционалната медицина.
В традиционната китайски медицина различните модели на дисхармония (лошо здраве или емоционален дисбаланс) се крият в тялото, като се смята, че те се дължат на проблеми в нормалния поток на енергията. За да се коригират тези дисхармонични състояния на потока на енергията „чи“ се стимулират специфични точки намиращи се върху меридианите, нар. акупунктурни точки. Стимулацията се извършва с игли, натиск и пр.